# Pieter Herbosch

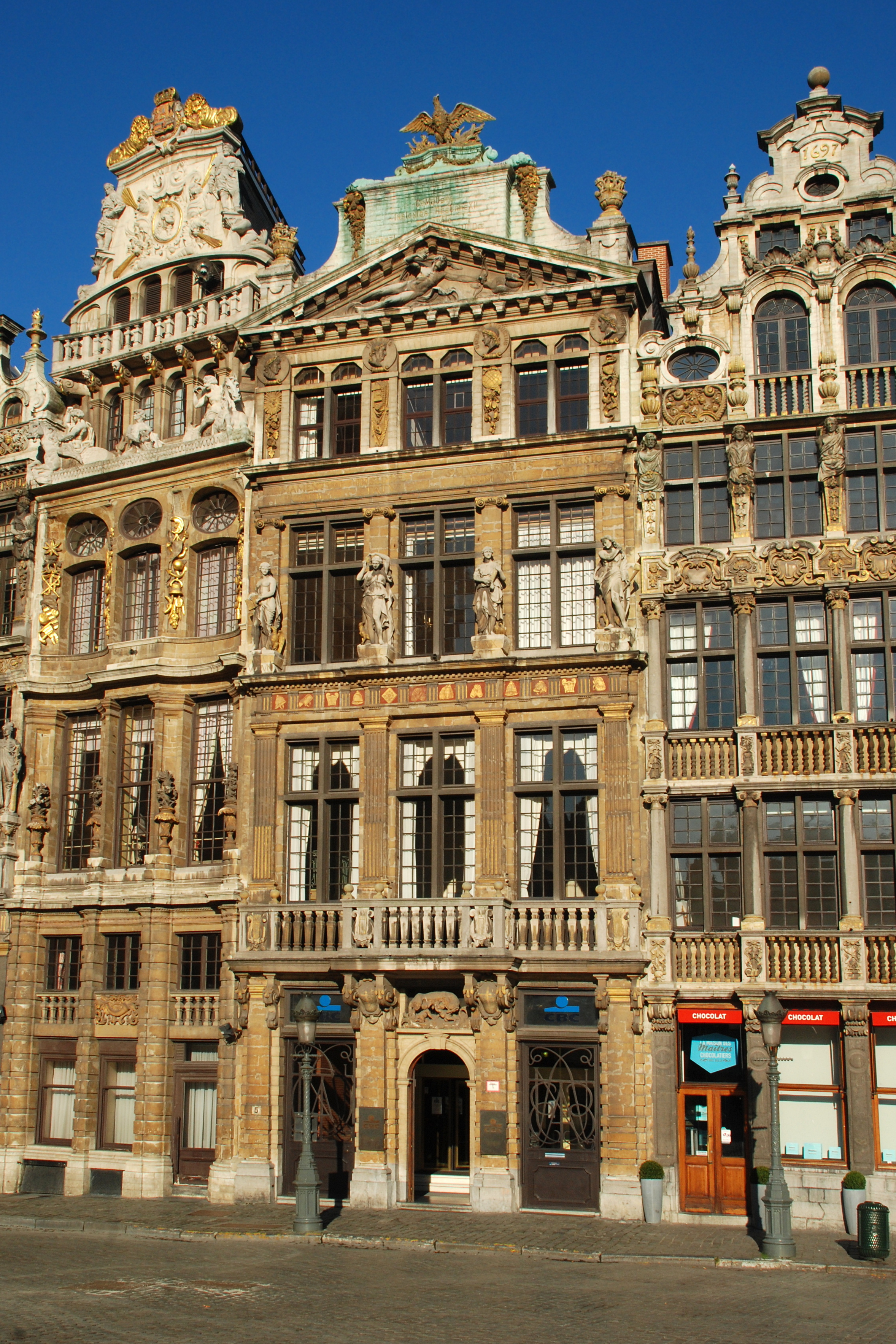
Het heropgebouwde gildehuis Den Wolf

Pieter Herbosch was een 17e-eeuws schilder en architect in Brussel.
Hij werd in 1673 meester in het schildersambacht. Eén van zijn overgeleverde werken beeldt het vuurwerk van 1688 in de Warande af.
Als architect werd hij gevraagd om op de Grote Markt het in 1690 afgebrande huis Den Wolf van het handbooggilde herop te bouwen. Hij tekende een klassieke gevel met barokke ornamentiek. Voor de sculpturen werkte hij samen met Marc de Vos. Volgens het chronogram op de gevel kwam het huis in 1694 gereed. Het volgende jaar brandde het opnieuw af door het Franse bombardement, al bleef de gevel overeind. Op het fronton na gebeurde de heropbouw volgens de plannen van Herbosch, maar hij maakte het niet meer mee. Een rekening uit 1695 vermeldt immers dat zijn weduwe 92 florijnen tegoed had.